# Sterniczka maskowa
Sterniczka maskowa (Nomonyx dominicus) – gatunek średniej wielkości ptaka z podrodziny sterniczek (Oxyurinae) w rodzinie kaczkowatych (Anatidae). Zwykle spotykany w parach lub stadach.

## Taksonomia
Gatunek po raz pierwszy opisał w 1766 roku szwedzki przyrodnik Karol Linneusz, nadając mu nazwę Anas dominica. Jako miejsce typowe odłowu holotypu Linneusz wskazał, bazując na „La Sarcelle de S. Dominique” Brissona z 1760 roku, Amerykę Południową (łac. Habitat in America meridionali) (tj. Santo Domingo). Jedyny przedstawiciel rodzaju Nomonyx, opisanego w 1880 roku przez amerykańskiego ornitologa Roberta Ridgwaya.
Jest to gatunek monotypowy.

### Etymologia
- Nomonyx: gr. νομος nomos – zwyczajowy, ustanowiony, od νεμω nemō – rozprowadzać; ονυξ onux, ονυχος onukhos – paznokieć, pazur[12].
- dominicus: Santo Domingo lub San Domingo (obecnie wyspa Haiti), Indie Zachodnie[13].

## Morfologia
Długość ciała 30–36 cm; masa ciała samców 359–449 g, samic 275–445 g. Niebieski dziób, ciemno zakończony. U samca maska i czapeczka czarne, kontrastujące z rdzawokasztanowatą potylicą i piersią. Reszta ciała czarno i kasztanowato plamkowana. U samicy charakterystyczny rysunek na głowie: czarne ciemię i białe policzki, poprzecinane 2 czarnymi liniami. Upierzenie spoczynkowe obu płci podobne do upierzenia samicy. W locie widać charakterystyczne białe lusterko na skrzydłach.

## Zasięg, środowisko
Ameryka Południowa, w rozproszeniu od południowego Teksasu do środkowej Argentyny, głównie na wschód od Andów. Występuje na mokradłach i małych oczkach wodnych z pływającą roślinnością.